# Hà Tam
Hà Tam là một xã thuộc huyện Đak Pơ, tỉnh Gia Lai, Việt Nam.
Xã Hà Tam có diện tích 96,94 km², dân số năm 1999 là 3.027 người, mật độ dân số đạt 31 người/km².